# Timbisha (langue)
Pour les articles homonymes, voir Mono.
Le timbisha ou panamint est une langue uto-aztèque de la branche des langues numiques parlée aux États-Unis, en Californie et au Nevada, dans la vallée de la Mort et le Sud de la vallée de l'Owens.
La langue est quasiment éteinte.

## Variétés
Trois dialectes constituent le timbisha :
- ouest dans la vallée de l'Owens ;
- centre dans la vallée de la Mort ;
- est dans la région de Beatty.